# La vita, secondo me
La vita, secondo me (Nobody's Fool) è un romanzo del 1993 dello scrittore e vincitore di un Premio Pulitzer statunitense Richard Russo.
Nel 1994 il regista Robert Benton ne ha tratto il film La vita a modo mio con Paul Newman, ottenendo due nomination al premio Oscar.

## Trama
A North Bath, una serena cittadina termale vicina a New York, è nato e cresciuto il sessantenne Donald Sullivan, da tutti chiamato Sully. Sully abita al primo piano della villetta dell'anziana e stravagante Miss Beryl Peoples, che è però l'unica persona con cui riesca ad avere un dialogo quasi quotidianamente. Purtroppo non riesce a pagarle regolarmente l'affitto poiché è quasi sempre disoccupato. Improvvisamente suo figlio Peter, da lui abbandonato dopo il fallimento del proprio matrimonio, ritorna in paese con la sua famiglia e la vita di Sully, quasi senza che lui se ne renda conto, inizierà finalmente a cambiare.